# Amédée Bommart
Pour les articles homonymes, voir Bommart.
Hippolyte Alexandre Amédée Bommart est un homme politique et un ingénieur français, inspecteur général du corps des ponts et chaussées, député du Nord de 1846 à 1848 et directeur des études à l'École polytechnique, né le 11 mai 1807 à Douai (Nord) et décédé le 18 juillet 1865 à Paris.
Il est le petit-fils de Philippe-Alexandre-Louis Bommart.

## Sources
- « Amédée Bommart », dans Adolphe Robert et Gaston Cougny, Dictionnaire des parlementaires français, Edgar Bourloton, 1889-1891 [détail de l’édition]